# Ampères lag

Magnetfält kring en elektrisk ledare.

Ampères lag, lag inom elektrodynamik som beskriver det magnetfält som alstras av en elektrisk ström. Lagen upptäcktes av André-Marie Ampère och formuleras att cirkulationsintegralen av den magnetiska fältstyrkan {\displaystyle \mathbf {H} } är lika med strömmen innesluten av konturen, eller
{\displaystyle \oint _{C}\mathbf {H} \cdot d\mathbf {s} =I_{\mathrm {innesluten} }}.
Lagen kan härledas från den differentiella formen av Ampères lag,
{\displaystyle \nabla \times \mathbf {H} =\mathbf {J} _{f}+{\frac {\partial \mathbf {D} }{\partial t}},}
som är en av Maxwells elektromagnetiska ekvationer.
Tillämpning på en cirkelformig kontur med radie {\displaystyle r} centrerad kring en rak ledare med ström {\displaystyle I} ger att den magnetiska fältstyrkan {\displaystyle H} ges av {\displaystyle 2\pi rH=I}, eller att den magnetiska flödestätheten {\displaystyle B(r)=\mu _{0}H=2\cdot 10^{-7}I/r} där {\displaystyle \mu _{0}} är den magnetiska permeabiliteten i vakuum. I Internationella måttenhetssystemet (SI) används denna form fram till 2019 i definitionen av enheten ampere, via den kraft som verkar ömsesidigt på två oändliga och parallella ledare uppbärande en lika stor ström.